# Soizy-aux-Bois
Soizy-aux-Bois je francouzská obec v departementu Marne v regionu Grand Est. Žije zde 191 obyvatel.

## Geografie

### Sousední obce
| Růžice kompasu | Corfélix                      | Talus-Saint-Prix |                       | Růžice kompasu |
| Růžice kompasu |                               | Sever            | Oyes                  | Růžice kompasu |
| Růžice kompasu | Soizy-aux-Bois                |                  | Oyes                  | Růžice kompasu |
| Růžice kompasu | Jih                           |                  | Oyes                  | Růžice kompasu |
| Růžice kompasu | La Villeneuve-lès-Charleville |                  | Mondement-Montgivroux | Růžice kompasu |